# Кирило Веселовський

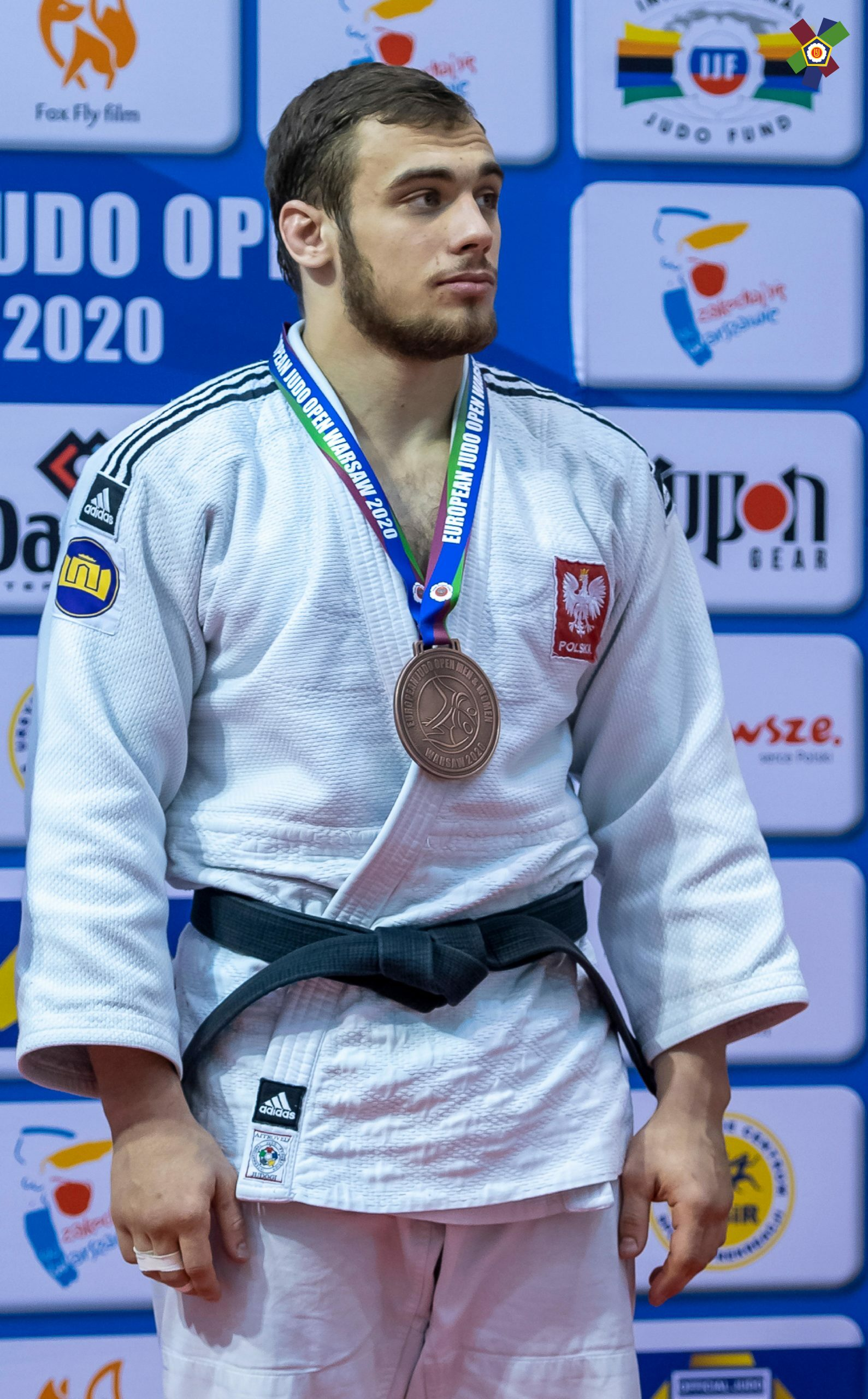

Кирило Веселовськи (нар. 14 вересня 1997) — польський дзюдоїст, член національної збірної Польщі .
Спортсмен клубів UKS Judo Millenium Rzeszów та AZS AWF Warszawa (з 2018). Віце-чемпіон Польщі серед дорослих з 2020 року та бронзовий призер Чемпіонату Польщі серед дорослих з 2021 року в категорії нижче. Золотий призер Кубка Польщі серед чоловіків 2020 року. Дворазовий чемпіон Універсіади Польщі 2019 та 2020 років (81 кг, 90 кг). Бронзовий призер Кубка світу у Варшаві 2020 року . Золотий призер President Cup, National Championship USA (США, Техас) з 2022 року. Золотий призер US Judo Open (США, Флорида) з 2023 року .На даний момент свою спортивну кар'єру продовжує в Америці.